# Сејдивил (Кентаки)
Сејдивил (енгл. Sadieville) град је у америчкој савезној држави Кентаки.

## Демографија
По попису из 2010. године број становника је 303, што је 40 (15,2%) становника више него 2000. године.
| Група             | 2000.       | 2010.       |
| Белци             | 246 (93,5%) | 289 (95,4%) |
| Афроамериканци    | 14 (5,3%)   | 0 (0,0%)    |
| Азијати           | 0 (0,0%)    | 1 (0,3%)    |
| Хиспаноамериканци | 0 (0,0%)    | 6 (2,0%)    |
| Укупно            | 263         | 303         |